# Art Clokey
Arthur «Art» Clokey es el nombre artístico por el cual es más conocido Arthur Charles Farrington  (Detroit, Estados Unidos, 12 de octubre de 1921 - Los Osos, California,  Estados Unidos, 8 de enero de  2010) fue un pionero estadounidense de las animaciones stop motion realizadas con plastilina y otros materiales sólidos flexibles, conocidas como claymation o plastimación.

## Carrera
Se hizo conocido por crear junto a su esposa el personaje Gumby en la década de los 1950. Art Clokey es considerado el pionero de la animación cinematográfica  basada en plastilina con la cual experimentó desde 1955 en el cortometraje Gumbasia, de 3 minutos de duración, influido por su profesor Slavko Vorkapich, en la Universidad de California del Sur. Clokey era un graduado de la Universidad de Miami y de Oxford en el Ohio, donde su padre adoptivo, Joseph W. Clokey, fue decano de la facultad de bellas artes.[cita requerida]
La estética de este entorno es la base para el personaje creado por él, que desde 1956, siempre ha estado presente en las pantallas de Estados Unidos y Canadá, haciendo apariciones en diferentes series de televisión y en la película de 1995 Gumby: The Movie (Gumby:la película). Su segunda producción más famosa es Davey y Goliath, patrocinada por la Iglesia Luterana de Estados Unidos.
Clokey no sólo se ha destacado por su primera película importante -Gumbasia- sino por la cinta Mandala al cual el mismo Clokey ha descrito como una metáfora de la evolución de la conciencia humana. Otra de sus cintas, The Clay Peacock de 1963, muestra como diseño del personaje del pavo real de plastilina, una variante del logotipo de la cadena de televisión estadounidense NBC.
Falleció el 8 de enero de 2010, a los 88 años como consecuencia de una infección del tracto urinario.